# آندراس استارک
آندراس استارک (مجاری: András Stark؛ زادهٔ ۲۷ نوامبر ۱۹۴۹) وزنه‌بردار اهل مجارستان بود.